# Bacurau-rabo-de-seda
Noitibó-cauda-de-seda ou bacurau-rabo-de-seda (nome científico: Antrostomus sericocaudatus) é uma espécie de ave caprimulgiforme.
Pode ser encontrada na Bolívia, Argentina, Brasil, Peru, e Paraguai. Os seus habitats naturais são: florestas de terras baixas úmidas tropicais ou subtropicais.

## Subespécies
São reconhecidas duas subespécies:
- Antrostomus sericocaudatus sericocaudatus Cassin, 1849 – ocorre no sudeste do Brasil, leste Paraguai e no extremo norte da Argentina.
- Antrostomus sericocaudatus mengeli (Dickerman, 1975) – ocorre no leste do Peru, noroeste da Bolívia; no norte do Brasil esta subespécie apresenta registros esparsos.